# 宮ノ川顕
宮ノ川 顕（みやのがわ けん、1962年 - 2015年1月2日）は、日本の小説家。福島県白河市出身。本名、宮川顕二。自営業の傍ら執筆。
2005年、やまなし文学賞小説部門に「ハンザキ」が佳作入賞（宮川顕二名）。
2009年、第16回日本ホラー小説大賞を「ヤゴ」で受賞、『化身』と改題してデビューした。
2015年、新作執筆中に急逝。

## 作品
- 化身（2009年10月、角川書店）
- おとうとの木（2010年7月、角川書店）
- 斬主刀（2011年11月、角川書店）